# Ховен, Лайн

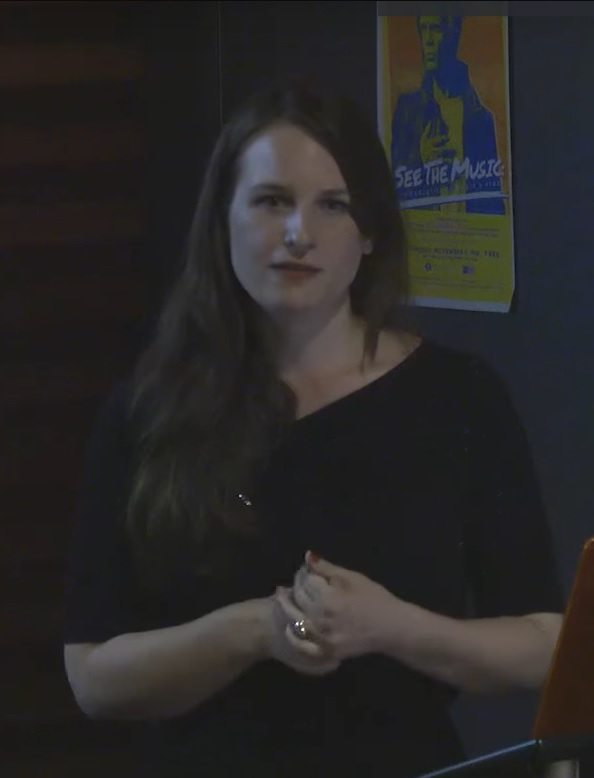
Лайн Ховен на выступлении 6 июня 2017 года в Нью-Йорке

Лайн Ховен (нем. Line Hoven) — немецкий художник-график.

## Биография
Лайн Ховен родилась в городе Бонн в 1977 году в семье врача Гарри Ховена. Отец Лайн по происхождению немец, а её мать была американкой, поэтому Лайн и её два старших брата выросли билингвами. Детство Лайн прошло в небольшой деревушке в Восточной Вестфалии близ города Детмольд. Деревушка была очень маленькой, там проживало около трехсот человек. Единственными развлечениями для Лайн стали фотография и рисование. Её мать умела рисовать акварелью, но никогда не учила дочь рисовать специально: Лайн просто брала пример с матери. Старшие братья издевались над сестрой, а она нередко рисовала всевозможные сценарии их смерти. Братья заметили, что её работы хороши, и стали за деньги заказывать ей рисунки по школьным предметам. С этого момента Лайн решила, что будет иллюстратором.
После окончания школы работала два года помощником художника по костюму в Кассельском театре. Посмотрев на театральную жизнь изнутри, Лайн решила, что не сможет ужиться в этой атмосфере соперничества и вечного недовольства работой других, которая нередко царит в театральных коллективах. Однажды какая-то актриса отказалась выходить на сцену в туфлях, которые, по её мнению, не подходили к её костюму. Она устроила скандал, говоря, что не может петь в этом костюме. После этого случая Лайн ушла из театра и поступила в Кассельский колледж изобразительных искусств. C 1999 по 2001 год она изучала язык визуальной коммуникации. Частенько преподаватели не приходили на занятия, и у Лайн было много времени поразмышлять, кем она хочет стать и чего она хочет добиться.
В 2001 году поступила в Гамбургский университет прикладных наук. В университете на Лайн оказали сильное влияние два её преподавателя. Это была Анка Фойштенберга (нем. Anke Feuchtenberger) и Георг Бабер (нем. Georg Baber). Анка Фойштенберга творила в авангарде немецкого комикса. Её мрачноватые работы были посвящены женщине-супергерою. Георг Бабер, более известный под псевдонимом АТАК, также немецкий график, который занимается созданием комиксов. Он был довольно популярен в Германии в 90-х гг. Выпускал свой журнал с комиксами. У Лайн и Георга было много общих тем для разговоров. Они слушали одну и ту же музыку, вдохновлялись творчеством Энди Уорхола и классическим искусством востока.
Во время обучения в университете Лайн много философствовала. Для выражения своих глубоких мыслей она искала подходящую манеру рисунка. В это время она пришла к технике граттаж, в которой работает до сих пор. Произведения, выполненные в технике граттажа, отличаются контрастом белых линий рисунка и чёрного фона и похожи на ксилографию или линогравюру. На создание одной картины у неё может уйти больше недели, поскольку её иллюстрации всегда детально проработаны до мелочей.

## Творчество
В качестве выпускной работы Лайн создала книгу «Liebe schaut weg», что дословно переводится на русский язык как «Любовь смотрит в сторону» или «Любовь не знает границ». Этот графический роман-комикс посвящен истории любви родителей Лайн и истории их семьи. Повествование начинается с детства её дедушки Эриха Ховена, и ведется в хронологическом порядке. Лайн изобразила ключевые моменты из истории собственной семьи: свадьбу бабушки и дедушки, знакомство её родителей, и другие семейные сцены. Тексты написаны на тех языках, на которых говорили герои её книги. То есть немецкие родственники — на немецком, а американские — на английском. Причем, Лайн старалась отобразить язык тех десятилетий, когда жили её родные.
Книга состоит из иллюстраций разного типа — рисунков, одни из которых были похожи на старинные фотографии, другие на комиксы, а третьи на коллажи. Например, иллюстрации, где Эрих Ховен прогуливается по городу с друзьями выглядит как коллаж, поскольку дети нарисованы в простой манере даже без обозначения объёма, в то время как на заднем плане в глубь уходит улица города, которая выглядит как на фотографии. Детство отца Рэйнхада Ховена Лайн иллюстрирует в стиле комикса, где персонажи приобретают более реалистичный вид. Некоторые сцены из жизни семьи были скопированы с фотографий. Нередко она брала за основу фотографию, но сильно изменяла её, добавляла на неё людей. Так была сделана иллюстрация с её бабушкой и мамой. На реальной фотографии не было ещё брата мамы, но Лайн решила добавить малыша. Светлый передний план резко контрастирует с темным автомобилем и садом за спинами матери и её детей.
Родственники Лайн позволили ей оставить их реальные имена, поскольку они были уверены, что книгу никто не прочтет. Но книга получила широкую известность, была переведена на пять языков. Сама Лайн стала популярным иллюстратором, её стали приглашать в разные проекты для создания графических историй. За эту книгу в 2008 году она получила звание «Best Independent Comic».
После выхода её первой книги в свет, Лайн пригласили вести колонку в журнале «Франкфурт Альгемайне Цайтунг». Для этого издания она создала проект «Дуденбрукс» (нем. Dudenbrooks), который представляет собой алфавит с иллюстрациями. Каждая картинка иллюстрирует короткую сказку или рассказ немецкого писателя Йохана Шмидта. Его тексты очень кратки, и иллюстрации Лайн сильно дополняют их, дают героям внешность и привычки.
В 2013 году Лайн и Йохан выпустили ещё одну совместную серию под непереводимым на русский язык названием «Шмитологи» (нем. «Schmythologie»). В данном проекте был задействован тот же принцип, что и в «Дуденбрукс». Только основой для написания текстов стали редкие греческие слова, которые сложно перевести одним словом на немецкий или русский, например, «Tachyphagia» (поспешная еда). Некоторые иллюстрации для «Шмитологи» Лайн делала по мотивам своих детских воспоминаний, а кроме того отталкивалась от работ знаменитых художников или комиксов середины XX века. Впоследствии «Дуденбрукс» и «Шмитологи» были выпущены в виде отдельных книг. Покупатели были недовольны текстами Йохана, и часто критиковали его в отзывах. Работы Лайн наоборот заслуживали одобрения и симпатию у читателей.
В 2017 году Лайн создала обложку, иллюстрации и четырнадцать виньеток для книги Йохана Шмидта Цукерсанд нем. «Zuckersand». На обложке изображены отец и сын, которые пробираются сквозь густые джунгли. Лайн создала эту работу черно-белой, но в издательстве решили добавить цвета. Теперь обложка имеет несколько ярких акцентов, которые сделали её ещё более привлекательной.
В 2020 году был опубликован их третий совместный проект «Пары разговаривают» (нем. «Paargespräche»). На страницах книги Йохан Шмидт фантазирует о том, как могли бы общаться самые знаменитые пары, такие как Адам с Евой, Цезарь с Клеопатрой и т. д. Лайн выполнила иллюстрации для каждой из этих пар.

## Публикации
- Liebe schaut weg. Reprodukt, Berlin 2007, ISBN 978-3-938511-66-4.
- Dudenbrooks. Text: Jochen Schmidt. Jacoby & Stuart, Berlin 2011, ISBN 978-3-941787-50-6.
- Schmythologie. Text: Jochen Schmidt. C.H. Beck, Munich 2013, ISBN 978-3-406-65367-4.
- Zuckersand. Text: Jochen Schmidt. C.H.Beck, Munich 2017, ISBN 978-3-406-70509-0.
- Paargespräche. Text: Jochen Schmidt. C.H.Beck, Munich 2020, ISBN 978-3-406-74956-8.